# Peel (bedrijf)

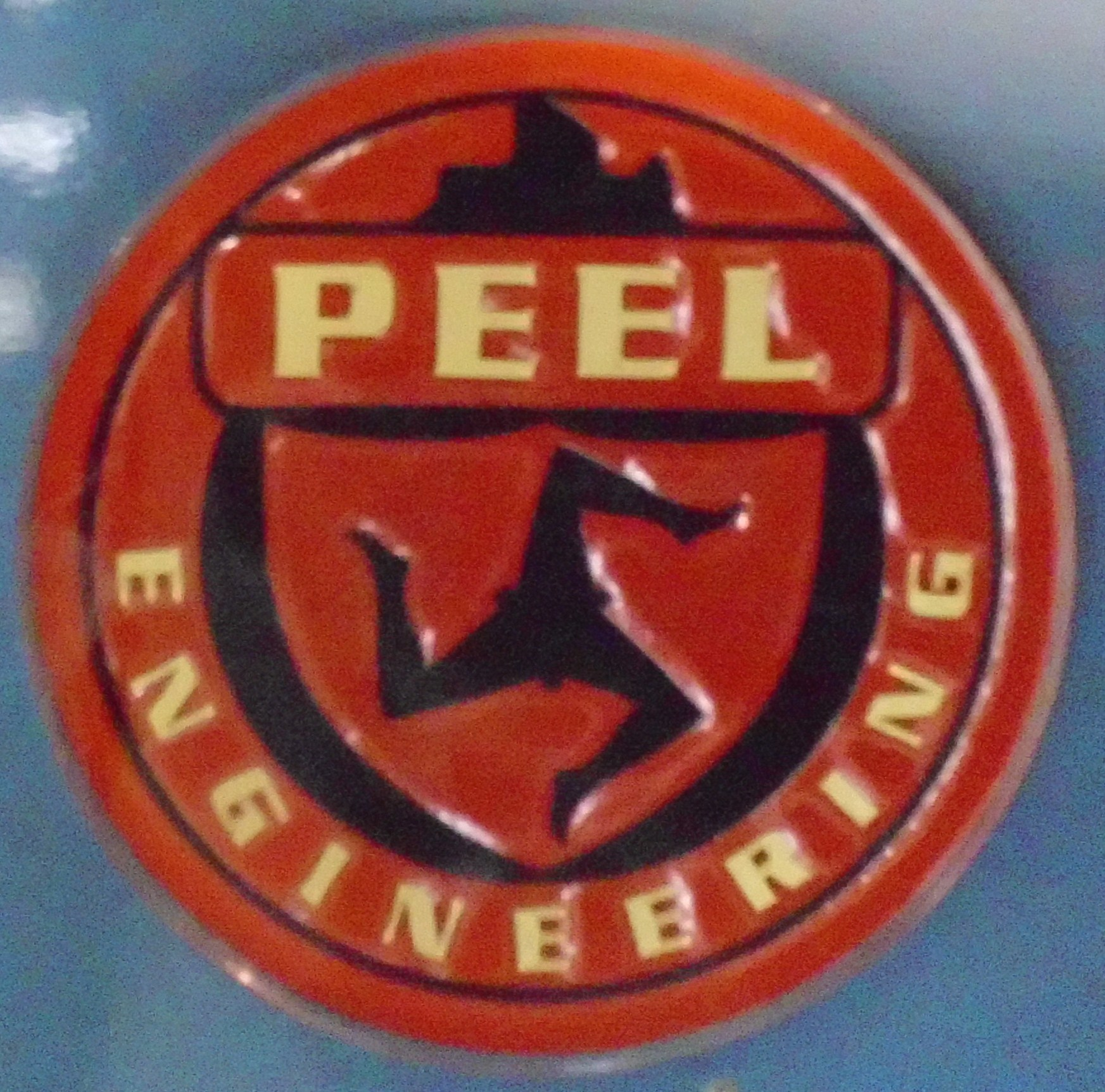
Logo van Peel

Peel (Peel Engineering Ltd.) was een op het eiland Man gevestigd bedrijf dat onder andere boten en auto's produceerde.
De productie van auto's vond plaats tussen 1962 en 1965 en het is het enige automerk dat het eiland Man ooit heeft voortgebracht. Peel is een kustplaats op het eiland. In 2007 werd de Peel P50 getest in het programma Top Gear, waarin bleek dat voor de P50 (nota bene de kleinste auto ter wereld) de zogenaamde "London congestion charge" moest worden betaald, terwijl dit voor de filmauto, een relatief grote en zware -maar hybride- Lexus RX450h, niet hoefde. Presentator Jeremy Clarkson reed bovendien door het BBC-gebouw (hij nam zelfs de lift) en kwam ook nog in beeld tijdens het BBC News, terwijl de presentatoren dit niet doorhadden.
Er werden drie modellen en een aantal prototypen gemaakt:

## Peel P50

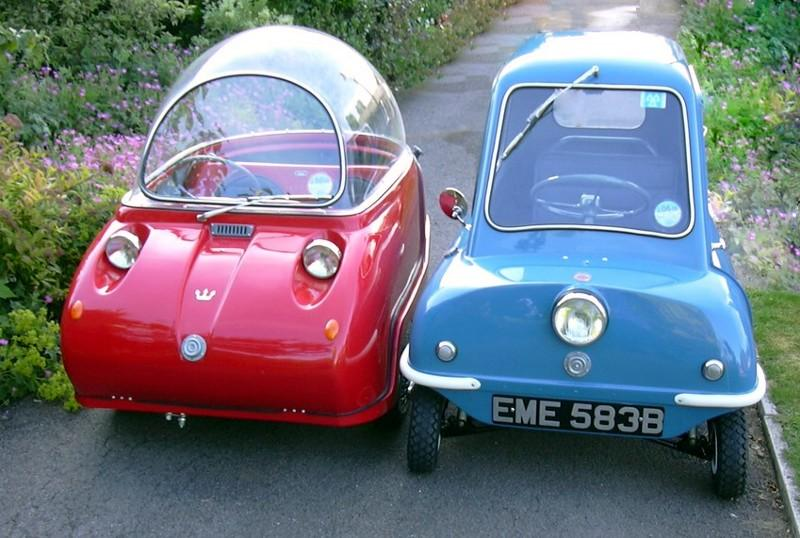
Peel Trident en P50

De Peel P50 heeft nog immer het record van kleinste productieauto. Het was overigens geen groot succes. Er werden er ongeveer 47 van gemaakt. Het autootje werd aangedreven door een 49cc bromfietsmotortje van DKW.

## Peel Trident
Later produceerde Peel de Trident, eveneens met een DKW-motor. De topsnelheid was nu ongeveer 75 km/uur en de maten waren iets groter. Er werden er 87 van gemaakt. Enkele modellen zijn uitgerust met een 100cc-motorfietsmotor van Triumph.

## Peel Viking Minisport
Het laatste hoofdstuk van Peel in de automobielbouw was de Viking Minisport, gebaseerd op de Mini.